# Redcliff (Zimbabwe)
Redcliff is een stad in de Zimbabwaanse provincie Midlands.
Redcliff telde in 2012 36.000 inwoners. Redcliff is ongeveer 14 kilometer van Kwekwe verwijderd, en de stad ligt ongeveer 220 kilometer ten noordoosten van Bulawayo. Redcliff ligt op een hoogte van 1300 meter boven zeeniveau in de erts- en mineraalrijke regio Great Dyke. 
In de omgeving komen rijke ijzerertsvoorraden voor, in de 20e eeuw is ijzer- en staalproductie de belangrijkste inkomstenbron geweest. De Zimbabwe Iron and Steel Company (ZISCO), opgericht in 1942, was altijd de grootste werkgever van de stad. BIMCO (Buchwa Iron Mining Company) was in grootte de tweede werkgever.
De staalproductie daalde van 450.000 ton in het jaar 2000 naar 272.000 ton in 2002 – met dalende tendens. De werkloosheid is erg hoog. Na sluiting van de belangrijkste productielocatie van ZISCO in 2008 hebben nog meer inwoners hun toevlucht gezocht tot de informele economie: goudwassen, oudijzerverkoop, straatventen. In delen van de stad functioneert de infrastructuur niet meer, door de economische crisis werd er niet geïnvesteerd in onderhoud en vernieuwing. In de dichtbevolkte voorsteden wordt door het leger gepatrouilleerd. 
Na het jaar 2000 begonnen de problemen voor Ziscosteel zich op te stapelen. De hoogovens en andere productie-installaties raakten versleten, terwijl over de wereld als geheel sprake was van overcapaciteit. Na het jaar 2008 werd vrijwel niets meer geproduceerd. Er was geen geld meer om de overgebleven werknemers te betalen. Gesteld wordt dat meer dan 200 voormalige werknemers zijn overleden omdat ze geen geld hadden voor medicijnen of ziekenhuisopname. Begin 2016 werd een laatste groep productiemedewerkers op onbetaald verlof gestuurd, met nog veel achterstallig salaris tegoed. Tussen 2011 en 2014 vonden onderhandelingen plaats tussen de staat Zimbabwe (100% eigenaar), en Essar Africa Holdings Ltd (EAHL) uit India, voor het verkrijgen van een meerderheidsbelang door de laatste om een doorstart mogelijk te maken. Dit proces haperde voortdurend en in 2015-2016 werd duidelijk dat er niets van terecht kwam. Omdat EAHL in 2011 garanties had gegeven op basis waarvan medewerkers bankleningen kregen, kunnen ze nu niet aflossen omdat er nooit loon kwam.
De grondstoffen, vooral ijzererts, zijn afkomstig uit de Ripple Creek mijn 14 kilometer buiten Redcliff. Er zijn nog voorraden van ongeveer 70 miljoen ton erts en 200 miljoen ton kalksteen. Ook beschikt zimbabwe over voldoende steenkoolreserves.

## Onderwijs
De enige basisschool in Redcliff in de jaren 1980 was Redcliff Primary School voor kinderen van 5 tot 13 jaar. Er waren drie parallelklassen per jaargang. Rond 1987 was het door de bevolkingsgroei nodig om in de meeste jaargangen een extra klas toe te voegen. Op deze school werd veel gelegenheid geboden om te sporten. In het begin van de 21e eeuw is er een school voor voortgezet onderwijs gekomen. 

## Waterleiding
Redcliff heeft zelf geen waterbron, ze zijn afhankelijk van het leidingnetwerk van Kwekwe.
ZiscoSteel heeft in het verleden meegeholpen met het financieren van de Sebakwe Dam, waarmee Kwekwe van water wordt voorzien. Sinds de sluiting van ZiscoSteel heeft Kwekwe de toevoer naar Redcliff regelmatig afgesloten, omdat rekeningen voor het waterverbruik niet werden betaald.